# Station Vegårshei
Station Vegårshei is een spoorwegstation in het dorp Vegårshei in de gelijknamige gemeente  in het zuiden van Noorwegen. Het station, aan Sørlandsbanen, werd geopend in 1935. Het is tegenwoordig onbemand. Vanaf het station rijden bussen naar  Tvedestrand.